# باغ مخفی
باغ مخفی نام سریال تلویزیونی کره‌ای با بازی ها جی-وون، هیون بین، یون سانگ-هیون و کیم سارانگ، ساخته شده در سال ۲۰۱۰ میلادی است. این سریال ۲۰ قسمتی در بازهٔ زمانی ۱۳ نوامبر ۲۰۱۰ تا ۱۶ ژانویهٔ ۲۰۱۱، روزهای شنبه و یک شنبه ساعت ۲۲:۰۰ از شبکهٔ اس‌بی‌اس پخش می‌شد.
"باغ مخفی" سریال موفق و پر بیننده‌ای بود و جوایز زیادی در جوایز درامای اس‌بی‌اس ۲۰۱۰ و ۴۷مین دوره جوایز هنری بکسانگ دریافت کرده‌است.

## طرح داستان

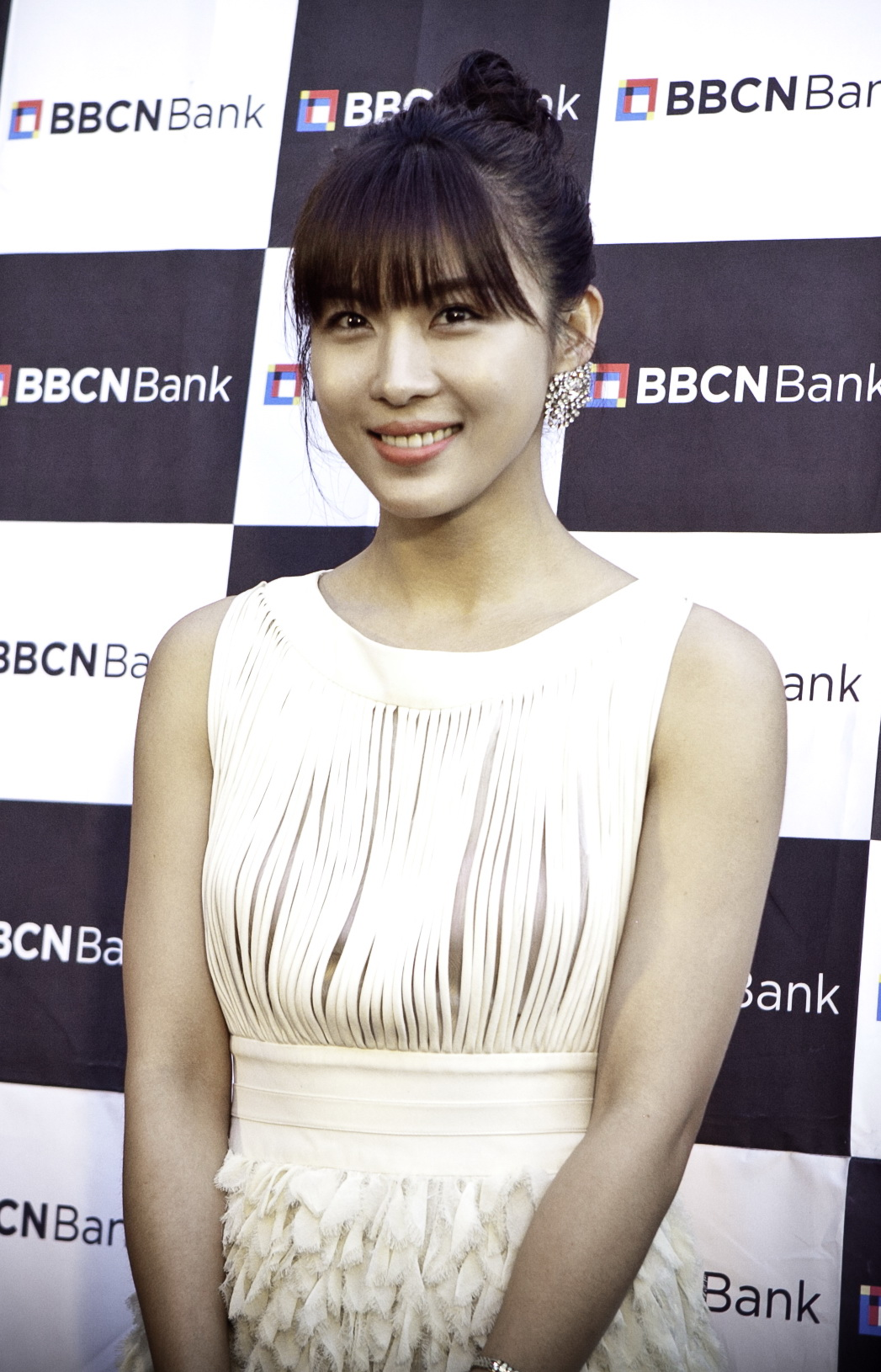
ها جی وون در نقش گیل را-ایم

زن بدلکاری که در رؤیای کارگردانی همین حرفه است و مدیرعامل مرکز خریدی بزرگ که همه چیز دارد، طی اتفاقاتی از باغ مخفی سر در می آوردند و جسم شان با یکدیگر عوض می‌شود و سریال کره ای باغ مخفی عده ای از افراد را روایت می کند که حاضرند برای حفظ ظاهر خود دست به هر کاری بزنند تا فقط بتوانند تصویر زیبایی از خود را به مردم و اطرافیان و در نهایت جامعه ارائه دهند. آنها در نهایت تمام هدف زندگی خود را بر این پایه می گذارند که تمام تلاش خود را انجام دهند تا این که بتوانند در چشم مردم خوب به نظر برسند. این گونه افراد در زندگی خود هرگز موفق نخواهند شد زیرا همه چیز را فدای ظاهر می کنند و نمی توانند به انجام چیزهایی بپردازند که دوست دارند زیرا از این می ترسند که ممکن است مردم نظر خوبی در این باره نداشته باشند و وجهه ی آنها در بین مردم خدشه دار شود

## بازیگران

### بازیگران اصلی
- ها جی-وون در نقش گیل را-ایم
- هیون بین در نقش کیم جو وون
- یون سانگ-هیون در نقش چوی وو-یانگ / اوسکا (Oska)
- کیم سارانگ در نقش یون سول

### بازیگران فرعی
- لی فیلیپ در نقش کارگردان ایم جونگ-سو
- لی جونگ سوک در نقش هان تِه سان
- سون یه-جین در نقش خودش
- یو این-نا در نقش ایم آه یونگ
- کیم سونگ-اوه در نقش کیم جو ون
- چوی یون سو در نقش کیم هی ون
- لی بیونگ-جون در نقش پارک بونگ هو

## فهرست آهنگ‌ها و موسیقی‌های متن

### CD اول
1. That Woman – بک جی-یانگ
2. You Are My Spring – سونگ شی-کیونگ
3. Reason – 4MEN
4. Here I Am – 4MEN & Mi
5. Appear – کیم بوم-سو
6. One Woman – BeBe Mignon
7. I Can't – Mi
8. Scar – BOIS
9. Appear (Ballad ver.) – Yoari
10. You Are My Everything – Jung Ha-yoon
11. Here I Am (Piano ver.) – Mi
12. That Man – هیون بین

|

## آمار بینندگان
| قسمت # | تاریخ پخش اصلی | متوسط بینندگان | متوسط بینندگان              | متوسط بینندگان | متوسط بینندگان              |
| قسمت # | تاریخ پخش اصلی | TNmS Ratings   | TNmS Ratings                | AGB Nielsen    | AGB Nielsen                 |
| قسمت # | تاریخ پخش اصلی | Nationwide     | Seoul National Capital Area | Nationwide     | Seoul National Capital Area |
| ------ | -------------- | -------------- | --------------------------- | -------------- | --------------------------- |
| ۱      | ۱۳ نوامبر ۲۰۱۰ | ۱۶٫۱٪          | ۱۶٫۵٪                       | ۱۷٫۲٪          | ۱۸٫۳٪                       |
| ۲      | ۱۴ نوامبر ۲۰۱۰ | ۱۵٫۰٪          | ۱۵٫۶٪                       | ۱۴٫۸٪          | ۱۶٫۰٪                       |
| ۳      | ۲۰ نوامبر ۲۰۱۰ | ۱۷٫۹٪          | ۱۸٫۹٪                       | ۱۸٫۲٪          | ۱۹٫۸٪                       |
| ۴      | ۲۱ نوامبر ۲۰۱۰ | ۲۰٫۰٪          | ۲۰٫۸٪                       | ۲۱٫۵٪          | ۲۴٫۱٪                       |
| ۵      | ۲۷ نوامبر ۲۰۱۰ | ۲۵٫۴٪          | ۲۶٫۳٪                       | ۲۳٫۶٪          | ۲۵٫۵٪                       |
| ۶      | ۲۸ نوامبر ۲۰۱۰ | ۲۵٫۲٪          | ۲۵٫۶٪                       | ۲۰٫۹٪          | ۲۲٫۹٪                       |
| ۷      | ۴ دسامبر ۲۰۱۰  | ۲۴٫۲٪          | ۲۴٫۷٪                       | ۲۲٫۲٪          | ۲۴٫۱٪                       |
| ۸      | ۵ دسامبر ۲۰۱۰  | ۲۴٫۶٪          | ۲۴٫۸٪                       | ۲۲٫۳٪          | ۲۴٫۳٪                       |
| ۹      | ۱۱ دسامبر ۲۰۱۰ | ۲۷٫۰٪          | ۲۷٫۸٪                       | ۲۴٫۷٪          | ۲۷٫۰٪                       |
| ۱۰     | ۱۲ دسامبر ۲۰۱۰ | ۲۸٫۰٪          | ۲۸٫۷٪                       | ۲۵٫۱٪          | ۲۷٫۵٪                       |
| ۱۱     | ۱۸ دسامبر ۲۰۱۰ | ۲۷٫۰٪          | ۲۸٫۲٪                       | ۲۳٫۷٪          | ۲۵٫۳٪                       |
| ۱۲     | ۱۹ دسامبر ۲۰۱۰ | ۲۸٫۲٪          | ۲۹٫۲٪                       | ۲۴٫۷٪          | ۲۷٫۳٪                       |
| ۱۳     | ۲۵ دسامبر ۲۰۱۰ | ۲۴٫۴٪          | ۲۵٫۰٪                       | ۲۲٫۱٪          | ۲۳٫۳٪                       |
| ۱۴     | ۲۶ دسامبر ۲۰۱۰ | ۲۶٫۵٪          | ۲۷٫۱٪                       | ۲۴٫۱٪          | ۲۶٫۱٪                       |
| ۱۵     | ۱ ژانویه ۲۰۱۱  | ۲۳٫۰٪          | ۲۹٫۳٪                       | ۲۶٫۶٪          | ۲۹٫۵٪                       |
| ۱۶     | ۲ ژانویه ۲۰۱۱  | ۲۳٫۹٪          | ۲۹٫۹٪                       | ۲۶٫۹٪          | ۲۹٫۹٪                       |
| ۱۷     | ۸ ژانویه ۲۰۱۱  | ۲۳٫۸٪          | ۳۰٫۰٪                       | ۲۸٫۱٪          | ۳۰٫۵٪                       |
| ۱۸     | ۹ ژانویه ۲۰۱۱  | ۲۷٫۴٪          | ۳۴٫۱٪                       | ۳۰٫۶٪          | ۳۳٫۰٪                       |
| ۱۹     | ۱۵ ژانویه ۲۰۱۱ | ۲۹٫۱٪          | ۳۵٫۰٪                       | ۳۳٫۰٪          | ۳۵٫۳٪                       |
| ۲۰     | ۱۶ ژانویه ۲۰۱۱ | ۳۱٫۴٪          | ۳۸٫۶٪                       | ۳۵٫۲٪          | ۳۷٫۹٪                       |
| متوسط  | متوسط          | ۲۴٫۴٪          | ۲۶٫۸٪                       | ۲۴٫۳٪          | ۲۶٫۹٪                       |